# 2M1207b
2M1207b是一顆圍繞棕矮星2M1207的太陽系外行星，距離地球大約為170光年，位於半人馬座。2M1207b也是第一顆以直接攝影法發現的系外行星，是由Gael Chauvin所領導的歐洲南天天文台觀測團隊在2004年9月於智利使用帕瑞納天文台的甚大望遠鏡所發現的。它的質量估計約為3到10倍的木星質量，與恆星的距離約為41天文單位，相當於太陽與冥王星之間的距離，公轉週期估計約為1,700年。天文學家Wladimir Lyra建議將2M1207b命名為勒拿。
2M1207b是一顆非常炙熱的氣體行星，表面溫度平均為1,600K（攝氏1,300度），大部份是因為重力收縮所致。它的質量正好低於可以進行氫核融合反應成為褐矮星的極限（大約為13倍木星質量）。2M1207b與恆星的距離約為40天文單位，相當於太陽與冥王星間的平均距離。紅外線探測顯示2M1207b的大氣層存在水分子。這一顆行星被認為無法支持生命存在，無論是在地表或是在附近任何衛星上。

## 發現、辨認及性質
2M1207b在夜空中比它的母星還要暗淡100倍 。2M1207b在2004年首次被甚大望遠鏡所發現，被認為是「黯淡的紅色斑點」。在早期的觀測中，它被認為僅是一個雙星系統。但是哈伯太空望遠鏡及甚大望遠鏡後續的觀測顯示2M1207b與2M1207的移動有一致性，所以它必然是一個聯星系統。
初步的光度測定顯示2M1207b距離地球大約70秒差距。美國天文學家Eric Mamajek在2005年12月公佈更精確的結果：53 ± 6秒差距，這是根據移動星團法所得出的結果 。天文學家最近根據三角視差法的測量結果確認移動星團法先前測定的準確性，並得知2M1207b距離地球52.75+1.04
−1.00秒差距（172 ± 3光年）。
目前天文學家對於2M1207b的溫度、質量及大小仍然是無法確定。雖然太空望遠鏡的觀測結果相當一致，顯示2M1207b的表面溫度約1600 ± 100K，質量則是8 ± 2倍木星質量。雖然根據模型推估的結果這樣的天體所具有的光度應該比目前觀測到的光度還要高出10倍。因為如此，所以天文學家認為2M1207b實際的溫度及質量應該更低。而另一種推論則認為2M1207b周圍的黯淡塵埃及氣體盤造成它的亮度下降。而天文學家Mamajek與麥可·梅耶（Michael Meyer）則認為2M1207b的體積其實比目前估計的數據還要小的多，但是因為不久之前遭受天體撞擊而散發許多熱量。 
雖然2M1207b的質量不足以進行氫核融合反應（質量需要達到木星質量的13倍），但是2M1207b的照片仍然受到廣泛的注意，因為它是第一顆經由直接攝影法發現的行星，雖然也產生2M1207b是否是一顆行星的爭議。一些行星定義規定一顆行星必須經由相同的方式形成，就像太陽系的行星一樣都是從原行星盤所形成。根據這些定義，2M1207b如果是從恆星引力坍縮後產生的氣體星雲所形成的話，它應該被分類為次棕矮星而非行星。位於豺狼座的豺狼座GQb也有同樣的爭議，而它首次被直接拍攝到是在2004年。另一方面，蝘蜓座110913-773444可能是一顆星際行星，也可能是一顆次棕矮星。它的發現也讓天文學家對於恆星、棕矮星及行星之間的差異產生疑問。國際天文學聯合會工作團隊在2006年形容2M1207b是「一顆疑似環繞棕矮星的行星質量天體」。

## 外部連結
- BBC的報導（页面存档备份，存于）
- ESO Press Release 12/05:Yes, it is the Image of an Exoplanet
- Space.com - Astronomers Confident: Planet Beyond Solar System Has Been Photographed（页面存档备份，存于）
- Space.com article on the discovery（页面存档备份，存于）
- Extrasolar Planets Encyclopedia page on 2M1207b
- "A Giant Planet Candidate Near a Young Brown Dwarf" (PDF) from the 歐洲南天天文台。
- Space.com: Fresh Debate over First Photo of Extrasolar Planet（页面存档备份，存于）
- Luhman et al.,Discovery of a Planetary-Mass Brown Dwarf with a Circumstellar Disk
- "A Moving Cluster Distance to the Exoplanet 2M1207b in the TW Hydrae Association"（页面存档备份，存于）